# La Fuente
Job Smeltzer (Eindhoven, 13 oktober 1983), bekend als La Fuente, is een Nederlandse diskjockey en muziekproducent.
Smeltzer behaalde zijn bachelor of commerce aan Fontys Hogescholen. Sinds 2008 brengt Smeltzer nummers uit onder Mixmash, Hexagon en Spinnin' Records. In december 2015 lanceerde hij, samen met compagnon Arjan van de Wiel, de bewustzijnsapp Limbi. In maart 2020 hield hij de La Fuente Talks in Pathé Eindhoven. In april van hetzelfde jaar trad hij op in het Philips Stadion tijdens het Quarantaine Festival van SLAM!. Zijn nummer I Want You bereikte in de zomer van 2022 de derde plek in de Nederlandse Top 40.
Op YouTube is hij samen met JayJay Boske te zien op het YouTubekanaal Day1, hier maakte hij onder andere de serie Daily Driver. Daarnaast organiseerde hij samen Met JayJay het evenement Day1 World of Cars.
In 2022 nam Smeltzer deel aan het zevende seizoen van het Jachtseizoen van StukTV.

## Discografie
| Lied                                               | Verschijnen      | Album | Hitlijsten  | Hitlijsten  | Hitlijsten   | Hitlijsten   | Opmerkingen                           |
| Lied                                               | Verschijnen      | Album | NL (Top 40) | NL (Top 40) | NL (Top 100) | NL (Top 100) | Opmerkingen                           |
| Lied                                               | Verschijnen      | Album | Piek        | Weken       | Piek         | Weken        | Opmerkingen                           |
| -------------------------------------------------- | ---------------- | ----- | ----------- | ----------- | ------------ | ------------ | ------------------------------------- |
| It's the Beat (met Emsie)                          | mei 2008         | —     | —           | —           | 53           | 5            |                                       |
| Guitarra (met Rosenberg Trio)                      | 16 juli 2010     | —     | tip9        | —           | 16           | 8            |                                       |
| Tutu                                               | oktober 2010     | —     | —           | —           | 40           | 3            |                                       |
| Lost Without You                                   | 25 februari 2011 | —     | tip19       | —           | —            | —            |                                       |
| I Want You                                         | 15 april 2022    | —     | 3           | 19          | 1 (4 wkn)    | 32           | 538 Dancesmash / Platina in Nederland |
| Doe me dansje (met Ronnie Flex en Kraantje Pappie) | 7 april 2023     | —     | tip10       | —           | 56           | 4*           |                                       |